# Ordinul Steagul Roșu
Ordinul Steagului Roșu de Luptă, cunoscut mai degrabă ca Ordinul Steagul Roșu sau Ordinul Drapelul Roșu, (în rusă Орден Крaсного Знамени) a fost înființat de guvernul Rusiei Bolșevice pe 16 septembrie 1918, în timpul răzbiului civil. Primul care a primit acest ordin a fost Vasili Bliuher pe 28 septembrie 1918. Ordinul a fost adoptat de guvernul Uniunii Sovietice pe 28 august 1924. 
În timpul războiului civil rus au existat ordine cu nume similare înființate de guvernele unor republici constituente sau neconstituente sovietice. 
Ordinul Stegul Roșu este conferit ca recunoaștere a realizărilor militare deosebite. Înainte de înființarea Ordinului Lenin pe 6 aprilie 1930, Ordinul Steagul Roșu a fost considerat cel mai înalt, (și practic singurul) ordin militar. Practic, toți comandanții sovietici importanți au devenit cavaleri ai Ordinului Steagul 
Roșu. 
Medalia este sub forma Stelei roșii din email, cu simbolul secera și ciocanul înconjurat de două panicule de grâu, având în fundal două ciocane încrucișate, un plug, o torță și steagul roșu cu inscripția Proletari din toate țările, uniți-vă!. Totul era înconjurat de două panicule (snopi) de grâu, iar la baza medaliei se aflau literele "CCCP" (SSSR = URSS).
La început, ordinul era reprezentat numai de medalie, care era purtată pe partea stângă a tunicii. Mai târziu i-a fost atașată și o baretă roșie cu trei dungi albe, una lată la centru și două înguste pe margini. 

## Decorați cu ordinul Steagul Roșu
| Ordinul Steagul Roșu |
| -------------------- |
| Medalia              |
| bareta               |

- Vasili Bliuher
- Nicolai Vlasik
- Kim Philby
- David Dragunski
- Ivan Fediuninski
- Leonid Govorov
- Mihail Vasilievici Vodopianov
- Iakov Borisovici Zeldovici
- Alexandr Vasilevski
- Rodion Malinovski
- Vasili Zaițev
- Gaik Bjișkian
- Semion Timoșenko
- Leon Trotski
- Nina Romașkova
- Serghei Biriuzov
- Ios Teper
- Issa Pliev
- Alexei Grigorievici Stahanov
- Evgeni Hrunov
- Pavel Dîbenko
- Pavel Soloviev
- Viaceslav Ivanovici Zof
- Andrei Vlasov
- Lavrenti Pavlovici Beria
- Maksim Purkaiev

## Satiră
În Ferma animalelor a lui George Orwell, o satiră la adresa Uniunii Sovietice, a fost creat un Ordin Steagul Verde.